# Neven Kovačević
Neven Kovačević är en kroatisk vattenpolotränare. Han var chefstränare för Kroatiens herrlandslag i vattenpolo 1998–2001. 
Kroatien tog EM-silver 1999 i Florens med Kovačević som tränare. År 1992 tränade han VK Jadran till seger i LEN Champions Cup.